# Verwaltungsgemeinschaft Sünching
Die Verwaltungsgemeinschaft Sünching liegt im Oberpfälzer Landkreis Regensburg und wird von folgenden Gemeinden gebildet:
1. Aufhausen, 2004 Einwohner, 27,31 km²
2. Mötzing, 1328 Einwohner, 36,17 km²
3. Riekofen, 819 Einwohner, 23,92 km²
4. Sünching, 2270 Einwohner, 19,42 km²

Sitz der Verwaltungsgemeinschaft ist Sünching.
Gemeinschaftsvorsitzender ist Johann Schiller.

## Geschichte
Die Verwaltungsgemeinschaft Sünching wurde zum 1. Mai 1978 im Rahmen der Gebietsreform in Bayern gegründet.